# Montfiquet
Montfiquetⓘ ist eine französische Gemeinde im Département Calvados in der Region Normandie mit 85 Einwohnern (Stand: 1. Januar 2022). Montfiquet gehört zum Arrondissement Bayeux und zum Kanton Trévières.

## Geografie
Im Gemeindegebiet von Montfiquet liegt ein wesentlicher Teil des Naturschutzgebietes Wald von Cerisy. Die Gemeinde selbst befindet sich etwa 17 Kilometer südwestlich von Bayeux. Umgeben wird Montfiquet von den Nachbargemeinden Le Molay-Littry im Norden, Le Tronquay im Nordosten, Balleroy-sur-Drôme im Osten, La Bazoque im Süden und Südosten, Litteau im Süden, Bérigny im Südwesten sowie Cerisy-la-Forêt im Westen und Nordwesten.

## Bevölkerungsentwicklung
| 1962                      | 1968 | 1975 | 1982 | 1990 | 1999 | 2006 | 2013 |
| ------------------------- | ---- | ---- | ---- | ---- | ---- | ---- | ---- |
| 118                       | 95   | 94   | 80   | 87   | 90   | 96   | 89   |
| Quelle: Cassini und INSEE |      |      |      |      |      |      |      |

## Sehenswürdigkeiten
- Kirche Saint-Thomas-de-Cantorbéry aus dem 12. Jahrhundert

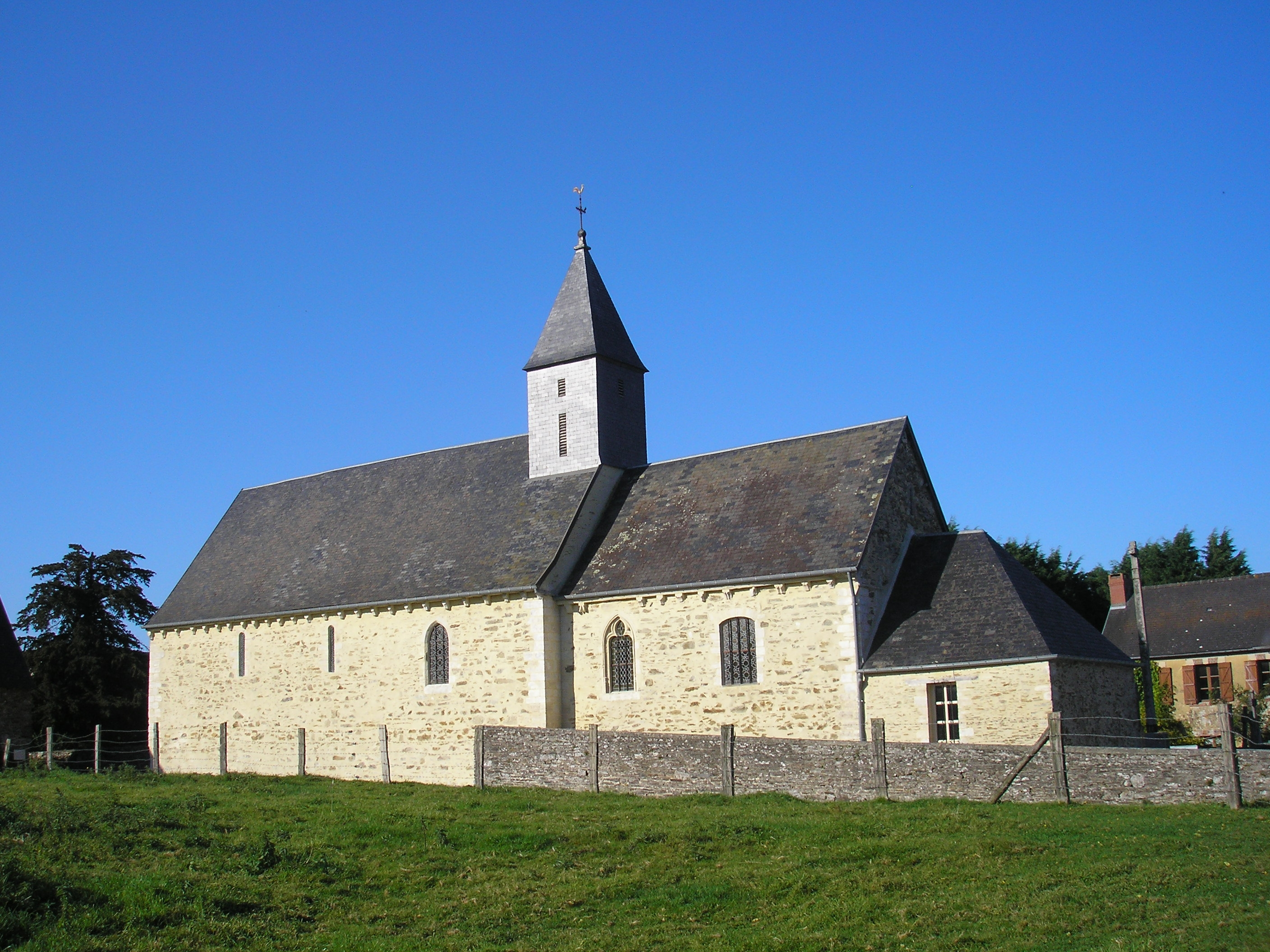
Kirche Saint-Thomas-de-Cantorbéry